# Здоровье (журнал XIX века)
«Здоро́вье» — название журналов в Российской империи:
- научно-популярного и медицинского журнала, позже — популярной медицинской, затем литературно-политической газеты, издавались в России в XIX веке;
- гигиенического семейного журнала, организованного в самом конце XIX в. и начавшего выходить в XIX—XX вв. в Санкт-Петербурге.

## Первый гигиенический журнал в России
Начал выходить в Санкт-Петербурге с 15 октября 1874 года с периодичностью два раза в месяц, а с июля 1881 года до 1882 года — ежемесячно. Редактор — профессор Алексей Петрович Доброславин. Обзор первого номера опубликовала ежедневная военная газета «Русский инвалид».
Профессор А. П. Доброславин представил журнал «Здоровье», том I, №№ 1-24, вышедшие с 15 октября 1874 по 30 сентября 1875 гг. (а также свою книгу «Очерк основ санитарной деятельности», СПб, 1874), в учебный комитет при Св. Синоде для рассмотрения вопроса о пригодности данных работ для библиотек, подведомственных Св. Синоду. Учебный комитет, в свою очередь, обратился в учёный комитет Министерства народного просвещения с просьбой дать оценку указанным трудам профессора. Учёный комитет рекомендовал журнал и книгу для фундаментальных библиотек гимназий, прогимназий, а также учительских семинарий и институтов, что было утверждено товарищем министра народного просвещения. Соответственно, учебный комитет Св. Синода рекомендовал эти работы для приобретения в фундаментальные библиотеки духовных семинарий. 24 февраля — 15 марта 1877 года Св. Синод приказал утвердить заключение учебного комитета и сообщить об этом правлениям духовных семинарий через журнал «Церковный Вестник».
С 1 июля 1878 года журнал был печатным органом Русского общества охранения народного здравия. Журнал явился местом, где печатали свои работы крупные учёные-гигиентисты и санитарные активисты из разных городов Российской империи: пионер российской гигиены Ф. Эрисман (Москва), доктор медицины Г. Архангельский, врач-писатель, один из основателей и первый секретарь Русского Общества охранения народного здравия Ю. Гюбнер, доктор медицины и педагог И. Скворцов (Харьков), медик и педагог А. Якобий (Харьков, Казань), врач и публицист С. Ловцов, В. Субботин (Киев), И. Молессон, И. Андреевский, почётный лейб-медик Высочайшего двора, доктор медицины и врачебный инспектор И. Бертенсон, М. Капустин, учёный-медик, общественный деятель В. Португалов и другие. Участвовали также иностранные специалисты: по просьбе А. П. Доброславина статьи присылали
немецкий естествоиспытатель, химик и врач-гигиенист Макс Петтенкофер, Чарльз Гордон из Лондона, профессор Вален из Парижа.
Содержание журнала составляли следующие разделы:
- законодательные постановления правительства и администрирование в области санитарии и действий санитарной полиции;
- директивные статьи по проблемам общественной гигиены;
- критические работы и библиография;
- известия по санитарии и гигиене;
- аспекты народной медицины[4].

С 1883 по 1884 год «Здоровье» публиковалось в форме еженедельной популярной газеты общественной и домашней гигиены и медицины. С конца 1884 года газета выходила три раза в неделю и редактором с этого периода времени был Н. Н. Цылов.
С августа 1885 года «Здоровье» стало литературно-политической газетой, которая выпускалась три раза в неделю, под редакцией Н. Н. Цылова, но в том же году её издание прекращено.
По мнению академика Г. И. Сидоренко, журнал сыграл немалую роль в сплочении санитарных врачей и гигиенистов России, став местом выражения гигиенической мысли тогдашнего времени и может считаться родоначальником следующего поколения научных изданий, таких как научно-практические журналы «Гигиена и санитария» и издающийся с 1924 года «Журнал микробиологии, эпидемиологии и иммунобиологии»(ЖМЭИ).

## Популярный семейный журнал
Известен также гигиенический семейный журнал «Здоровье»; так, в начале XX века он позиционировал себя как журнал самопомощи, а при возможности и помощи окружающим, что особенно важно для провинции, поскольку, как утверждалось в статье в «Литовских епархиальных ведомостях» — «Половина провинциальной России без того принуждена лечиться у фельдшеров». Способы лечения излагались с учётом их применимости в домашней обстановке; печатались популярные общеобразовательные статьи и прочее. Уделялось внимание домашней аптечке. В год планировалось 24 номера в 12 книжках. Редакция располагалась в Санкт-Петербурге на Забалканском пр., 18.